# ローデビル!
『ローデビル!』（Low Devil!）は、2001年10月26日にBLACK LIGHTから発売された18禁アドベンチャーゲーム。同BLACK LIGHTから発売されていた『きらめく瞬間』、『学校のきゃあ!』の2本と共にローデビル! プレミアム・ボックスとしてセット販売された。

## 概要
本作は、初期の段階ではアニメチックなライトなラブコメものになる予定だったのだが、シナリオライターがそういった方面の描写を苦手としていたことから、キャラクター同士のやり取りよりもエロシーンを重視したゲームへの転換が図られた。
ブランドやソフトの知名度を上げるため、既出のソフト2本とのセットで2500本限定で発売された。評価としては原画やゲームシステムなどは低く、シナリオ（テキスト）だけが突出して高評価を受けた。後にそういった噂や評判を聞いたユーザーからの要望で、OHPでソフト単体での通信販売がされるまでに至った。

## ストーリー
幼馴染の和泉に異性として好意を抱いているものの、高嶺の花とあきらめていた主人公。親友のやのっちと和泉との三人でいい友人関係を築いていた。
そんなある日、帰宅中の主人公の目の前に一人の悪魔が落ちてきた。アリスメンディーと名乗るその悪魔は、半ば強引に主人公の家に転がり込んでくる。人間界に石探しに来ていたアリスは、主人公に協力するように求めてくる。協力を渋る主人公に、意中の子との仲が深まるアイテム「猫ハンド」や身体能力を強化する薬を見返りとして貸し与えることを約束する。主人公は、半信半疑のままそれらを試しに使ってみる。すると、和泉との関係がいつもと違って親密になっていくのを実感する。アイテムの力を目の当たりにした主人公は、アリスへの協力を約束し、「猫ハンド」を使って和泉への想いを成就させようと行動し始めるのだった。

## システム
物語はいくつかの話に分かれており、1話ごとにサブタイトルや次回予告が入るなどテレビアニメを意識した構成になっている。各話の間では直前の話で得られたポイントを3人のヒロイン（アリス・和泉・小雪）いずれかに割り振り、好感度を上げることができる。なお、あやめ・美奈子のルートはポイント割り振りに関係無く途中で分岐する。またアリスの悪魔アイテムと悪魔の秘薬を活用してゲームを進める点が特徴として挙げられる。

### 悪魔アイテム
いずれもファンシーグッズもしくは少女向けアニメ玩具のような外観。そのため主人公の言及により、それらしい通称が付けられた。
- インスペクター（通称：犬メダル）

物語のキーとなる「光る石」を探し出すためのアイテム。安物で、よく不調になる。
- マジック・ワンド（通称：猫ハンド）

メインヒロイン3人のいずれかの好感度を選んで上げるステッキ。そのためのポイントを集めるアイテムでもある。

### 悪魔の秘薬
秘薬の調合は本作のもう1つのゲーム要素となっている。プレイヤーは各話の最初にアリスの用意した3、4種類の原液から3つを選択することができ（同じ原液を重複して選択してもよい）、アリスが調合を行って悪魔の秘薬を作り出す。同じ組み合わせであっても調合した経験（回数）に応じてより強力な秘薬が生まれるようになる。1話あたり5回まで調合でき、うち2個まで物語に持っていける。秘薬を持っていれば物語本編で何かあったときに選択肢が増えることになるが、秘薬の選択には時間制限があり、選択時間が切れれば秘薬を使わないで物語が進む。すなわち秘薬はオマケ要素として、必ずしも必須というわけではない。
原液
秘薬の材料。当初は3種類、後に4種類の原液が用意される。
- 赤い原液 - 作る秘薬に肉体系の効果が込められる。
- 青い原液 - 作る秘薬に会話系の効果が込められる。
- 黄色い原液 - 作る秘薬に頭脳系の効果が込められる。
- 紫の原液 - 途中から使用できる。込める効果が強力になる。

悪魔の秘薬
ハズレを除く各秘薬は効果に応じて1 - 5のような番号が末尾に付く。
- 肉体系 - 一時的に身体能力が上がる秘薬。
- 会話系 - 一時的に会話がうまくなる秘薬。
- 頭脳系 - 一時的に頭が良くなる秘薬。
- ハズレ - 原液の効果がない（紫のみ）もしくは相殺される（赤 + 青 + 黄）ときにできるもので、特に効果を持たない。

## 登場キャラクター
キャストは非公開（アリスのみ続編で判明）。
上田（うえだ）
本作の主人公。デフォルト名は勇一。
白妙 和泉（しろたえ いずみ）
主人公の幼馴染。学園中で評判になるほどかわいく、成績も優秀で主人公が憧れている存在。バイオリンやピアノの腕も高く、音楽部に所属し県内のコンクールで何度も入賞している。笑い上戸でいつも笑顔を絶やさず、周りに愛嬌を振りまいている。自分のことを「わたし」ではなく「和泉」と呼ぶ癖があり、主人公のことを小さいときから「たーくん」と呼び親しんでいる。周りには隠しているが、女性向け体験談投稿誌「ライムエイジ」を愛読し定期購読している。優等生・エリート・アイドル的存在として見られていることにストレスを感じ、主人公との関係が深まると一気に性格が激変し隠されていた性癖があらわになる。
アリスメンディー（アリスメンディ） 声：北都南
主人公の目の前に落ちてきた悪魔の少女。その場では大魔王と名乗ったが、実は下級悪魔で空を飛べるくらいしか能が無くもっぱらアイテム頼り。魔界にいる師匠から「光る石」を探すように言われ人間界に降りてきた。行く当ても無いので主人公の家に居候をしている。好奇心旺盛でわがままな部分があり気分屋だが、どこか抜けていてそれもまたチャームポイントになっている。
草野 小雪（くさの こゆき）
自称お助け小雪ちゃん。街中で困っている人を見かけると手助けをしている。これは性格ではなく本能から来ている行動であり、彼女の正体に大きくかかわっている。
吉永 あやめ（よしなが あやめ）
主人公の小学生時代のクラスメイト。今も同じ学園に通っているのだが、主人公は気付いていない。ファミレスや神社など様々なところで複数のアルバイトを掛け持ちしている。小学校の頃からずっと主人公に片思いをしている。
古寺 美奈子（ふるでら みなこ）
山で倒れていたところを主人公に助けられた少女。その後、主人公に恩を返すため、同じ学園に転校してきた。今の家庭環境を快く思っておらず、重荷に感じている。
谷野 孝明（たにの たかあき）
主人公の親友。「やのっち」というあだ名で呼ばれている。かなりの女好きで、街中でかわいい子を見かけてはナンパしている。アイドルの山岸さくらのファンで、追っかけをしている。
山科 智子（やましな ともこ）
主人公の母方の従妹。恋人のことで悩んでいる。
山岸 さくら（やまぎし さくら）
アイドル。実は草野小雪とは知り合いで、ある秘密を共有している。

## スタッフ
- 企画・原作・ディレクター：真窪乱
- プロデューサー：国上知弘、堂磨雪草
- シナリオ：J・さいろー・他
- キャラクターデザイン：M・M
- 原画：mike、らんりー
- 音楽：ブラザーナオ